# Супутник (космічна програма)

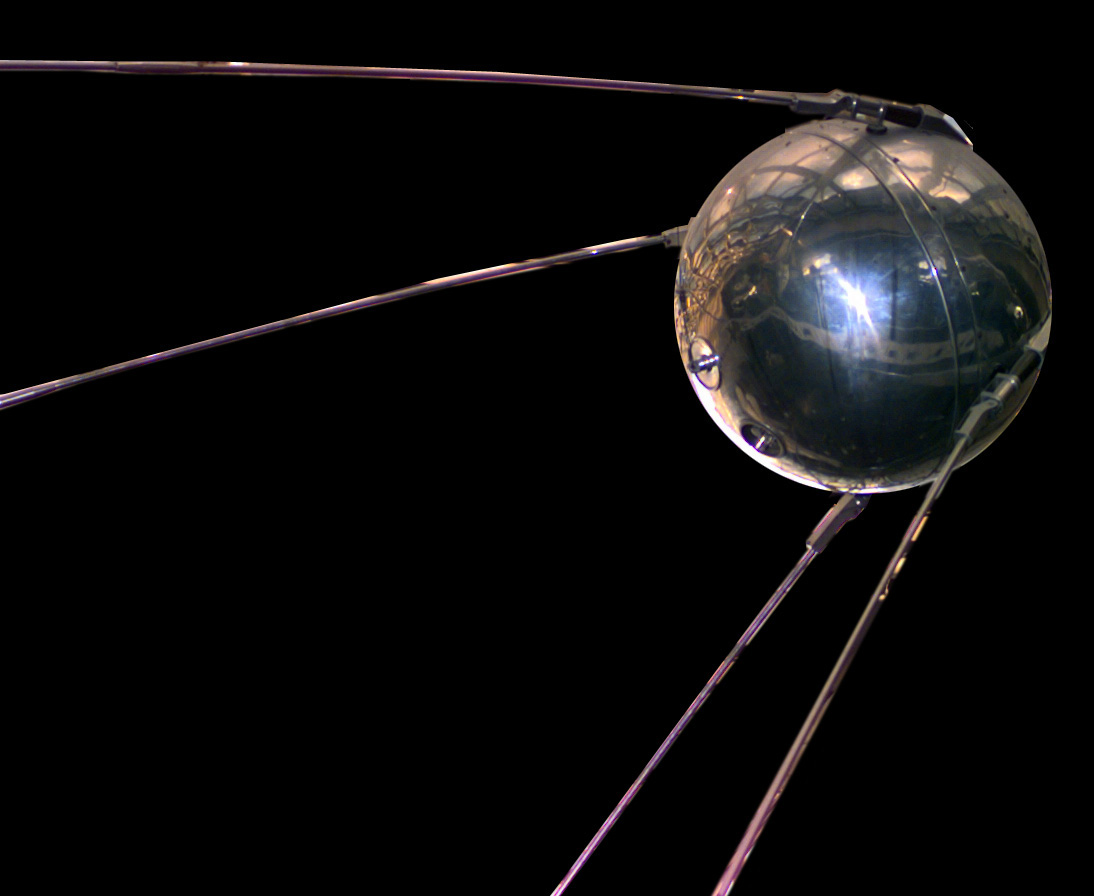
Модель Супутника-1

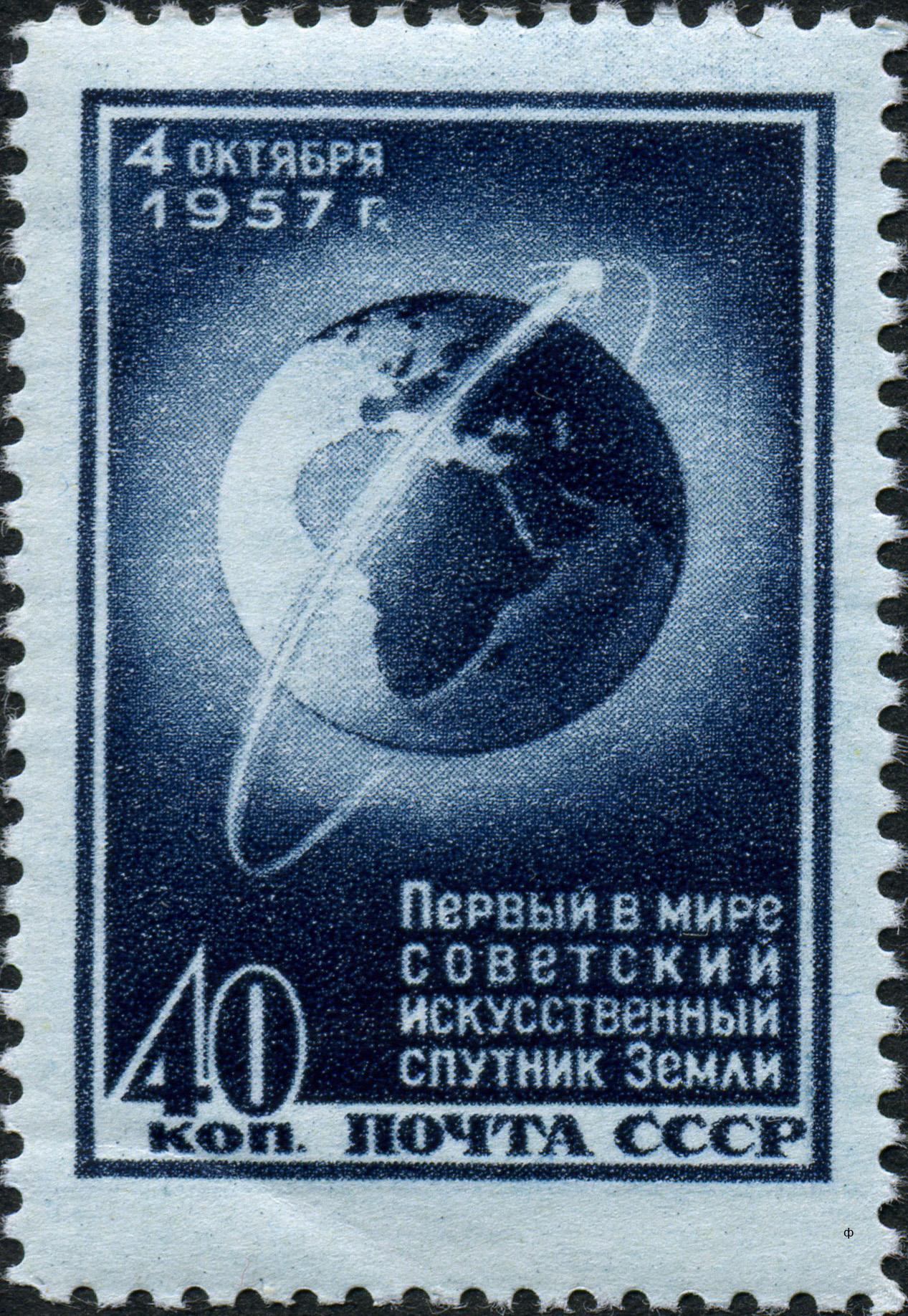
Поштова марка СРСР, присвячена запуску першого Супутника

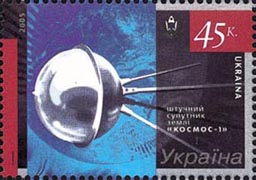
Поштова марка України, присвячена запуску першого супутника серії «Космос»

«Супутник» (рос. Спутник) — перша умовна серія радянських штучних супутників Землі. Офіційно таку назву мали лише три апарати, інші отримали таку назву на Заході. Перший супутник цієї серії був першим створеним людиною об'єктом, запущеним на навколоземну орбіту. Основними завданнями супутників цієї серії було виведення на орбіту вантажів, дослідження впливу радіації на живі організми, дослідження властивостей атмосфери Землі, тестування апаратури для першого пілотованого польоту в космос.
Перший запуск відбувся 4 жовтня 1957 року у рамках Міжнародного геофізичного року.

## Список апаратів
У списку першою вказана найточніша назва, останнім у дужках вказаний тип апарата
| Назва                                                                    | Дата запуску | Космодром   | Ракета-носій      | Результат                                                                                              |
| ------------------------------------------------------------------------ | ------------ | ----------- | ----------------- | --- |
| Супутник-1, «Перший радянський штучний супутник Землі» (ПС-1)            | 04.10.1957   | Байконур    | Супутник (8К71ПС) | Перший у світі Штучний супутник Землі.                                                                 |
| Супутник-2, «Другий радянський штучний супутник Землі» (ПС-2)            | 03.11.1957   | Байконур    | Супутник (8К71ПС) | Перша жива істота в космосі — собака Лайка.                                                            |
| ІСЗ Д-1 № 1, Супутник-(3) (Д-1 № 1)                                      | 27.04.1958   | Байконур    | Супутник-3 (8А91) | Невдалий запуск першого радянського наукового супутника.                                               |
| Супутник-3, «Третій радянський штучний супутник Землі» (Д-1 № 2)         | 15.05.1958   | Байконур    | Супутник-3 (8А91) | Перший радянський науковий супутник.                                                                   |
| Корабель-супутник-1, Супутник-4, «Перший корабель-супутник» (1КП)        | 15.05.1960   | Байконур    | Луна (8К72)       | Перший прототип космічного корабля «Восток»..                                                          |
| Корабель-супутник-1К № 1, Супутник-(5) (1К № 1)                          | 28.07.1960   | Байконур    | Луна (8К72)       | Невдалий запуск прототипа космічного корабля «Восток»..                                                |
| Корабель-супутник-2, Супутник-5, «Другий корабель-супутник» (1К № 2)     | 19.08.1960   | Байконур    | Луна (8К72)       | Прототип космічного корабля «Восток»., перше повернення з космосу живих істот — двох собак.            |
| Корабель-супутник-3, Супутник-6, «Третій корабель-супутник» (1К № 3)     | 01.12.1960   | Байконур    | Луна (8К72)       | Прототип космічного корабля «Восток»..                                                                 |
| Корабель-супутник-1К № 4 (1К № 4)                                        | 22.12.1960   | Байконур    | Луна (8К72)       | Невдалий запуск прототипа космічного корабля «Восток»..                                                |
| Супутник-7, «Важкий супутник 01» (1ВА № 1)                               | 04.02.1961   | Байконур    | Молнія            | Невдала спроба запуску апарата до Венери.                                                              |
| Венера-1, Супутник-8, «Важкий супутник 02» (1ВА № 2)                     | 12.02.1961   | Байконур    | Молнія            | Перший у світі запуск космічного апарата до іншої планети — Венери.                                    |
| Корабель-супутник-4, Супутник-9, «Четвертий корабель-супутник» (3КА № 1) | 09.03.1961   | Байконур    | Восток-К (8К72К)  | Прототип космічного корабля «Восток»..                                                                 |
| Корабель-супутник-5, Супутник-10, «П'ятий корабель-супутник» (3КА № 2)   | 25.03.1961   | Байконур    | Восток-К (8К72К)  | Прототип космічного корабля «Восток»..                                                                 |
| Космос-1, Супутник-11 (ДС-2 № 1)                                         | 16.03.1962   | Капустін Яр | Космос (63С1)     | Перший апарат створений в Україні, перший апарат серії Космос, перший запуск з космодрому Капустін Яр. |
| Космос-2, Супутник-12 (1МС)                                              | 06.04.1962   | Капустін Яр | Космос (63С1)     | |
| Космос-3, Супутник-13 (2МС № 1)                                          | 24.04.1962   | Капустін Яр | Космос (63С1)     | |
| Космос-4, Супутник-14 (Зеніт-2 № 2)                                      | 26.04.1962   | Байконур    | Восток-К (8К72К)  | |
| Космос-5, Супутник-15 (2МС № 2)                                          | 28.05.1962   | Капустін Яр | Космос (63С1)     | |
| Космос-6, Супутник-16 (ДС-П1 № 1)                                        | 30.06.1962   | Капустін Яр | Космос (63С1)     | |
| Космос-7, Супутник-17 (Зеніт-2 № 4)                                      | 28.07.1962   | Байконур    | Восток-2 (8А92)   | |
| Космос-8, Супутник-18 (ДС-К-8 № 1)                                       | 18.08.1962   | Капустін Яр | Космос (63С1)     | |
| Венера 2МВ-1 № 1, Супутник-19 (2МВ-1 № 1)                                | 25.08.1962   | Байконур    | Космос (63С1)     | Невдала спроба запуску космічного апарата до Венери.                                                   |
| Венера 2МВ-1 № 2, Супутник-20 (2МВ-1 № 2)                                | 01.09.1962   | Байконур    | Молнія (8К78)     | Невдала спроба запуску космічного апарата до Венери.                                                   |
| Венера 2МВ-2, Супутник-21 (2МВ-2)                                        | 12.09.1962   | Байконур    | Молнія (8К78)     | Невдала спроба запуску космічного апарата до Венери.                                                   |
| Марс 2МВ-4 № 1, Супутник-22                                              | 24.10.1962   | Байконур    | Молнія (8К78)     | Невдала спроба запуску космічного апарата до Марса.                                                    |
| Марс-1, Супутник-23                                                      | 01.11.1962   | Байконур    | Молнія (8К78)     | Перший у світі запуск космічного апарата до Марса.                                                     |
| Марс 2МВ-3 № 1, Супутник-24 (2МВ-3 № 1)                                  | 04.11.1962   | Байконур    | Молнія (8К78)     | Невдала спроба запуску космічного апарата до Марса.                                                    |
| Луна Є-6 № 1, Супутник-25                                                | 04.01.1963   | Байконур    | Молнія-Л (8К78Л)  | Невдала спроба запуску космічного апарата до Місяця.                                                   |